# Gastão de Foix
Gastão de Foix (c. 1443 — Libourne, 23 de novembro de 1470) foi príncipe de Viana, como filho primogênito de Leonor, rainha de Navarra, e de Gastão IV, conde de Foix.

## Biografia
Casou-se, em 7 de março de 1461, em Saint-Macaire, com Maria Madalena, filha do rei Carlos VII da França. O casal teve dois filhos:
1. Francisco Febo (1466 — 30 de janeiro de 1483);
2. Catarina (1470 — 12 de fevereiro de 1517).

Gastão faleceu pouco tempo depois do nascimento de sua filha, devido aos ferimentos de um torneio. Como morreu antes de seus pais, seus direitos à sucessão passaram para seu filho, que se tornou rei de Navarra e que, ao morrer sem prole, foi sucedido pela irmã Catarina. Seus restos mortais foram sepultados na Catedral de Bordéus.